# Julie Bossard
Julie Bossard (Brest, 1985) es una deportista francesa que compitió en vela en la clase 49er FX. Ganó una medalla de bronce en el Campeonato Mundial de 49er de 2013.

## Palmarés internacional
| \| Campeonato Mundial \| Campeonato Mundial \| Campeonato Mundial \| Campeonato Mundial \| \| Año \| Lugar \| Medalla \| Clase \| \| ------------------ \| ------------------ \| ------------------ \| ------------------ \| \| 2013 \| Marsella (Francia) \| Medalla de bronce \| 49er FX \| |                    |                   |         |
| Campeonato Mundial |                    |                   |         |
| Año | Lugar              | Medalla           | Clase   |
| 2013 | Marsella (Francia) | Medalla de bronce | 49er FX |